# Terrapene ornata luteola
Terrapene ornata luteola (tortuga de caja del desierto) es una de las dos subespecies de Terrapene ornata. Se distribuye desde la región del Trans-Pecos en Texas, Nuevo México, y el sureste de Arizona hacia el sur en Sonora y Chihuahua en México, donde vive en zonas áridas y praderas abiertas. Se trata de un tortuga omnívora, se alimenta de la vegetación nativa, de insectos, y algunas veces de carroña.

## Descripción
Carece de la quilla elevada de la Terrapene carolina, y los colores son apagados para su camuflaje en el desierto. Los colores de las tortugas maduras son más moderados que los colores de los jóvenes. La mayoría, pero no todas, las tortugas machos tienen el iris de color rojo. Otras características de los machos son los plastrones cóncavos, la cola más gruesa con la cloaca más cerca de la punta, y las patas y la parte trasera con grandes y curvadas garras en el interior que se utilizan para sujetar el caparazón de la hembra durante el apareamiento. Las tortugas del desierto hibernan en el invierno, saliendo en abril para comenzar a buscar una pareja. La anidación se lleva a cabo de mayo a julio y produce de dos a ocho huevos y la incubación dura alrededor de setenta días. Pueden vivir 25 años o más. 

## Reproducción
Los machos son sexualmente maduros normalmente a los 8-9 años de edad, pero en cautividad se han conocido de tan solo 2 años de edad. Las hembras normalmente requieren de 10-11 años para alcanzar la madurez sexual. Su época de reproducción dura entre marzo y mayo, y los sitios de anidación se elegirán a partir de junio a julio. Los machos serán sexualmente activos desde el momento en que salen de la hibernación hasta septiembre u octubre. Los machos suelen pelearse de forma agresiva con otros machos. Los huevos tardan una media de 70 días en eclosionar.